# Death/doom
El death/doom o death-doom, también llamado death doom metal, es un subgénero del doom metal que mezcla los elementos del doom metal con la acústica del death metal y que tiene sus orígenes a principios de los años 1990 en Inglaterra, Reino Unido, se caracteriza por la incorporación de voces guturales y guitarras pesadas, más veloces que el doom metal tradicional. El death/doom fusiona elementos del death metal, haciendo que el sonido doom metal suene más intenso, con voces guturales profundamente graves y veloces, asociando todo esto a una métrica lenta, dominada por tempos lentos. La lírica, es generalmente uno de los aspectos más cuidados, remitiéndose a un romanticismo obscuro escrita de manera muy poética e introspectiva o encontrándose ligada al existencialismo.

## Historia

### Orígenes
La historia del death/doom estará, sin lugar a dudas, unida a dos hechos: la compañía discográfica británica Peaceville Records como un fenómeno musical que revolucionó la historia mundial del heavy metal y a la banda británica Cathedral de Lee Dorrian que le dio el impulso comercial a este nuevo movimiento.
El death/doom se crearía a partir de dos factores. En un primer lugar, este subgénero desde su creación tuvo un importante influjo del rock gótico en su sonido, y en segundo lugar, su aparición exigió que el death metal de esos días redujese considerablemente sus ritmos y velocidad, permitiendo la entrada de influencias del doom metal, producido por bandas como Trouble, Pentagram, Black Sabbath y Candlemass. Como tercer factor, aunque marginal, se puede nombrar a la banda Hellhammer y posteriormente Celtic Frost con su apuesta vanguardista en el metal, puesto que en su segundo disco ya había probado la integración del sonido de la primera ola del rock gótico. Algunas bandas, como Katatonia también tomaron como inspiración los primeros trabajos de Bathory.
La primera banda en conseguir la combinación de estos factores fue Paradise Lost. Su primer álbum, Lost Paradise, no era una apuesta tan arriesgada pero reducía en general el tempo de su death metal y en la canción Breeding Fear introducía voces femeninas. Dejaba la vara a medio camino, pero encaminándole a lo que sería su segundo disco, totalmente influyente: Gothic de 1991. Aquel título es considerado como el creador del metal gótico, pues Paradise Lost tomaba la pesadez de las guitarras del death metal, pero en vez de quedarse en sus típicos riffs, se aventuró en una zona totalmente desconocida de estos, en gran medida merced a la influencia del rock gótico. Muchos de los riffs parecían ser la versión pesada de grupos clásicos como Christian Death, Bauhaus, Mephisto Walz, Cocteau Twins y Sisters of Mercy. Sin embargo, a todo esto el grupo decidió verter su gusto por el dark wave más sinfónico nacido en Dead Can Dance, que se hacía conocido a principios de los 90, esto quería decir arreglos orquestales y voces femeninas en la música. 
Al mismo tiempo, My Dying Bride lanzaba al mercado su EP Symphonaire Infernus et Spera Empyrium, que pese a que contenía dos canciones de death metal normal y muy cortas, la primera, con el mismo título que el disco, mostraba un gran avance con respecto a la formación del death/doom. Esa canción reducía su ritmo, y en el muro sónico introducía un violín (una vez más gracias a Dead Can Dance) con un sonido sumamente siniestro, al mismo tiempo que su vocalista, Aaron Stainthorpe, ponía en juego unas líricas que recuerdan al trabajo del poeta inglés Lord Byron, pero con un sesgo mucho más obscuro, y algunas veces depravado.
El último en llegar a ser reconocido en la escena inglesa, y también el último en madurar su sonido fue Anathema. Sus dos primeros demos son death metal en la vena de Morbid Angel, sin embargo, en Crestfallen (su primer EP de 1992) se observa un desarrollo novedoso, en el que se deja de lado los bruscos cambios de ritmo propios del thrash y death metal para enfocarse en un estilo lento marcado por la introspección. Es más, la dirección que tomó Anathema fue mucho más romántica que los dos grupos anteriormente mencionados. La incorporación de guitarras melódicas, de teclados como sonido de apoyo, y las densas y poéticas líricas de Darren White dieron a Anathema un lugar privilegiado en la escena inglesa. Dentro de pronto, estas tres bandas fueron tomadas por el sello Peaceville Records, y con ello el death/doom lograría cierto reconocimiento popular gracias a su difusión por MTV y revistas especializadas, como Metal Hammer.
Como caso aparte, aunque no menos importante, se puede nombrar la formación de Cathedral, con Lee Dorrian a la cabeza (ex-Napalm Death). Este grupo, a diferencia, del resto de las bandas nombradas, basó su sonido solo ligeramente en el death metal (en la voz). En general, Cathedral toma como influencias a las bandas pioneras del doom metal, como Black Sabbath, Witchfinder General, Pentagram, Bedemon, Saint Vitus y Trouble, combinándolas con algo de punk y rock progresivo y psicodélico de los años setenta, y finalmente agregando letras que tendrían el mismo sesgo poético que Anathema. Luego del primer álbum, sin embargo, la banda cambiaría el curso de su música, enfocándose cada vez más en ritmos psicodélicos.

### Eldeath/doomen Europa
Si bien el death/doom es perfectamente identificable con el sonido death metal de mediados y finales de los ochenta, especialmente en el uso de voces guturales y riffs graves y más veloces que los del doom tradicional, las producciones de Peaceville Records se caracterizan por una fina edición musical, una harmonía mucho más desarrollada, composiciones menos brutales, con rasgos románticos y atmosféricos, y con una importante influencia del doom metal tradicional de los ochenta, principalmente del doom épico de Candlemass. La fórmula comercial no tardó en hacer efecto y pronto "la tríada Peaceville Records" se apoderaba de Europa. El doom metal comenzaba a ser un negocio redituable y así lo demostraron las bandas que, tomando la influencia del sonido británico de Peaceville Records, pronto lideraban una nueva ola de heavy metal nórdico: Amorphis, Lacuna Coil, Theatre of Tragedy y Tristania, entre otras, sin ser bandas de doom metal, pronto se convertirían en auténticas estrellas del mundo metalero europeo gracias a esta revolución europea. 
En Italia se fundaba a mediados de los noventa la famosa compañía discográfica de doom metal, Avantgarde, con una fórmula semejante a la Peaceville Records, produciendo a bandas de black metal, doom metal y death metal europeas. Thergothon (si bien ya había lanzado un disco a principios de los noventa sin pena ni gloria), Katatonia, Unholy y Dolorian, cuyas primeras producciones habían sido prácticamente autofinanciadas, pronto comenzaban a ver el resultado de este furor de doom metal y disfrutar un poco de la gloria de las bandas británicas de la segunda ola de doom metal.
Sin embargo, a pesar del mérito de la tríada británica de Peaceville Records, con excepción de Cathedral que pertenecía a la compañía discográfica del propio Lee Dorrian (Rise Above Records) cuyos riffs en Forest of Equilibrium son de una lentitud excepcional, la nueva ola de doom metal se confundía fácilmente con el metal progresivo —e inclusive el relativamente nuevo y emergente metal gótico—, se inclinaba más a los riffs atmosféricos del metal sinfónico que al obscuro ritmo de The Obsessed, Trouble o Saint Vitus de los ochenta aunque en su esencia guarde el doom tradicional de Bedemon o Pentagram.

### Eldeath/doomen Estados Unidos y el resto del mundo
Más en la vena de los géneros de música extrema estadounidense (principalmente del grindcore) varias bandas trabajaban en el sonido metalero más lento jamás creado. En 1990, la banda neoyorquina Winter lanzaba al mercado su primer y único larga duración llamado: Into Darkness, el cual mostraba un sonido lento y desgarrador, con voces guturales propias del grindcore y death metal, pero con un ritmo ultralento y pesado, que arrastraba todo lo que había a su paso. También, directamente de Boston, Terry Savastano desintegraba su banda de grindcore, Disrupt, para formar otra pieza clave del doom metal más pesado jamás creado. Así nacía Grief que, al igual que Winter, tocaba extremadamente lento, con voces tan guturales como las de Deicide o Obituary aunque sin desconocer su vena hardcore punk.
Al mismo tiempo, en Australia, una banda de Melbourne también abandonaba sus raíces en el grindcore para aventurarse en el doom metal. En 1993 la banda liderada por Renato Gallina, diSEMBOWELMENT, lanzaba su primer y único larga duración con el titulado: Transcendence into the Peripheral. Canciones como Cerulean Transience of All My Imagined Shores son veneno a dosis ultralentas, con voces guturales que se prolongan como si la agonía no fuera a terminar. Si bien estas bandas surgen de la vena pura del grindcore y death metal las características de su música las colocan más cerca del funeral doom, de la mano de Thergothon, dentro del mundo subterráneo del subgénero más impopular del heavy metal: el doom metal.

### Ocaso
Durante la primera etapa del death/doom, este nuevo subgénero logró expandirse a todo el mundo, al menos en el terreno underground y recibir amplia cobertura de la prensa, como de MTV, canal que transmitía durante la primera parte de la década de los noventa vídeos en vivo y entrevistas de Anathema, My Dying Bride y The Gathering, entre otros. Sin embargo, con el cambio editorial sufrido en aquel canal en la mitad de esa década, enfocándose a la telerrealidad y al pop punk, el metal en general desapareció de la cartelera del canal, y con el tiempo las bandas pioneras del subgénero comenzaron a experimentar con otros sonidos, dejando sin una base identitaria al death/doom. Para 1998, My Dying Bride lanzaba 34.788%... Complete, disco que se puede encajar dentro del metal industrial. A su vez, Paradise Lost había lanzado un año antes One Second, que se alejaba completamente de sus raíces metaleras introduciéndose en el rock gótico con base en Sisters of Mercy, y Anathema estrenaba lo que sería su último material con Peaceville Records, Alternative 4. Aquel disco sería el penúltimo en poseer rastros de metal pues botaba totalmente las voces guturales y abrazaba elementos suaves del rock progresivo de Pink Floyd. 
Por otro lado, Jonas Renkse (Katatonia) había perdido su capacidad de hacer guturales luego de su EP For Funerals To Come, así que luego de la ayuda provista por el vocalista y guitarrista de Opeth Mikael Åkerfeldt en Brave Murder Day, el grupo se decidió a hacer un brusco cambio estilístico hacia un rock gótico cercano a The Cure, pero conservando las guitarras pesadas de su disco anterior. 
The Gathering había iniciado como una banda de death/doom atmosférico, pero luego de la salida del grupo de su vocalista Bart Smits, y del olvidado experimento con voces venidas del punk en Almost A Dance, el grupo logró salvar su carrera al contratar a la potente vocalista Anneke van Giersbergen, lo que los llevó a ser una de las primeras bandas con riffs lentos y que solo contaba con una vocalista, prescindiendo de un vocalista varón.
Quizá uno de los casos más emblemáticos a la hora de la "transición" sea el de Pyogenesis, banda que en sus inicios tocaba death metal cercano a Morbid Angel, pasando luego por un death/doom gótico melódico, pero dando un violento giro hacia el pop punk con su primer LP Sweet X-Rated Nothings, fenómeno que se acentuaría con su segundo disco Twinaleblood.
Todo este abandono del death/doom dejó a muchos seguidores del género con una sensación ambivalente: por un lado, había un gran aprecio por los clásicos, pero resentimiento contra las bandas que habían crecido escuchando. Tendría que llegar el nuevo milenio para que se renovase el movimiento del death/doom de la mano de estos mismos seguidores de su primera etapa.
De las bandas que dieron vida a este subgénero, solo My Dying Bride se ha mantenido cercana a sus raíces, conservando parcialmente las voces guturales, las guitarras pesadas, y en el año 2009 agregando nuevamente una violinista (Katie Stone, aunque solo duró en el grupo un año, fue oportunamente reemplazada por el joven Shaun MacGowan).
A pesar de esto, el legado de las primeras bandas fue lo suficientemente potente como para que perdurara en los jóvenes que habían visto aquellos actos. Esto se tradujo en que luego del nuevo milenio, el death/doom se rearticulara y actualizara en bandas como: Draconian, Daylight DiesRapture, Ablaze in Hatred, Mar de Grises, entre otras. 
El sonido, en general, ha resultado ser mucho más limpio que las producciones de antaño, y también son muchas las nuevas bandas cuyos contratos con sellos discográficos les han permitido salir a flote comercialmente, con mayor cantidad de entrevistas y videoclips de sus temas. Esto cristaliza en que el death/doom pierda en parte su característica inicial de ser underground.

### Albores delsigloXXI
Después de años de silencio musical opacado por otros subgéneros como el Black Metal (segunda ola y tercera ola), Thrash Metal, Death Metal (Brutal, Melodic, Technical) Metal Core, el Death/Doom vuelve a la carga con su peculiar sonido: tempos lentos y explosiones de velocidad en algunos casos; así como temáticas bastante particulares y si se quiere más serias u obscuras, como el terror cósmico (HPL), la existencia, el proceso de la muerte, el tiempo, la mente, la muerte, entre otros, y cabe destacar que ahora las bandas proceden de distintos países del mundo dejando de ser un monopolio del mundo anglosajón, como antaño. Entre algunas bandas activas que podemos mencionar encontramos a los fineses de Krypts, Vainaja y Swallow The Sun, a los estadounidenses Spectral Voice y Mortiferum, a los japoneses de Anatomia y Coffins, los tailandeses de Reincarnated, los costarricenses de Bloodsoaked Necrovoid, Morbid Stench banda internacional El Salvador/Costa Rica, Carcinoid de Australia, entre otros. También cabe mencionar que bandas clásicas como los británicos Paradise Lost y los neerlandeses de Celestial Season retoman el rumbo perdido lanzando álbumes dentro de este subgénero.

### Soft death/doomodeath/doomsuave
El concepto del death/doom suave o soft death/doom surge ante la necesidad de clasificar a las bandas que inician sus andanzas musicales dentro del género del death/doom, pero poco a poco, por diversos motivos, comienzan a experimentar para ampliar su registro musical terminando muchas veces en veredas estilísticas con poco y nada que ver con el death/doom. El death/doom suave no podría considerarse incluso un subgénero, ya que habla de una etapa intermedia de estas bandas, antes de abandonar parcial o totalmente el género. La prensa especializada al no haber previsto tal fenómeno, solo logró categorizarlo llamándolo metal gótico, lo cual es un error, ya que este "período intermedio" apenas comparte características con bandas relevantes de tal género como Tristania o Sirenia (guitarras punzantes al estilo del black metal, con ritmos más acelerados que los del doom, voces soprano).
No se puede entrar a particularizar el fenómeno, pero sí se puede hablar, en términos generales, de un distanciamiento de las guitarras pesadas venidas del death metal, al igual que las voces guturales. Aparecen las voces limpias (como en el caso de Anathema o Katatonia) o barítonas (como Lacrimas Profundere), al igual que guitarras acústicas y suaves, o en otros casos (como el de Paradise Lost) se propone el uso masivo de sintetizadores. Los ritmos, por su parte, pueden variar según la dirección musical del grupo.
Pruebas de este transición son los álbumes The Silent Enigma y Eternity de Anathema; Burning: A Wish de Lacrimas Profundere; el EP Sounds of Decay de Katatonia; One Second de Paradise Lost, así como sus últimos dos álbumes; The Angel and the Dark River de My Dying Bride, al igual que muchas otras producciones de su carrera debido a la constante experimentación del grupo dentro de los reinos del doom metal; Aegis de Theatre of Tragedy.